# Amphion (Orchomenos)
Amphion (altgriechisch Ἀμφίων Amphíōn) ist in der griechischen Mythologie der Sohn des Iasios, wohl mit Persephone, der Tochter des Minyas.
Er war Vater unter anderem der Chloris, der jüngsten Tochter, die dem Neleus vermählt wurde, und der Phylomache, die als eine der Frauen des Neleusbruders Pelias genannt wird. Amphion war König im böotischen Orchomenos. 
Seine Trennung von Amphion, dem Sohn des Zeus und Gatten der Niobe, ist nicht immer einfach, beide wurden in der Antike oft vermengt, was gleichermaßen für ihre Nachkommen galt.